# Arthur Margelidon
Arthur Margelidon (ur. 12 października 1993) – kanadyjski judoka, olimpijczyk z Tokio (2020) i Paryża (2024).
Piąty na mistrzostwach świata w 2023, siódmy w 2022; uczestnik zawodów w 2015, 2017, 2018, 2019 i 2024. Startował w Pucharze Świata w latach 2012-2016. Brązowy medalista igrzysk panamerykańskich w 2015. Zdobył pięć medali na mistrzostwach panamerykańskich w latach 2015 - 2024. Sześciokrotny medalista mistrzostw Kanady w latach 2011-2019.

## Letnie Igrzyska Olimpijskie 2020
| Konkurencja | Eliminacje             | Eliminacje              | Eliminacje                    | Repasaże             | Finały                          | Klas. końcowa |
| Konkurencja | Przeciwnik I           | Przeciwnik II           | 1/4                           | Przeciwnik I         | o 3. miejsce                    | Miejsce       |
| ----------- | ---------------------- | ----------------------- | ----------------------------- | -------------------- | ------------------------------- | ------------- |
| 73 kg       | Sulaiman Hamad (KSA) Z | Żansaj Smagułow (KAZ) Z | Lasza Szawdatuaszwili (GEO) P | Tohar Butbul (ISR) Z | Cend-Ocziryn Cogtbaatar (MGL) P | 5.            |